# Kommando 99

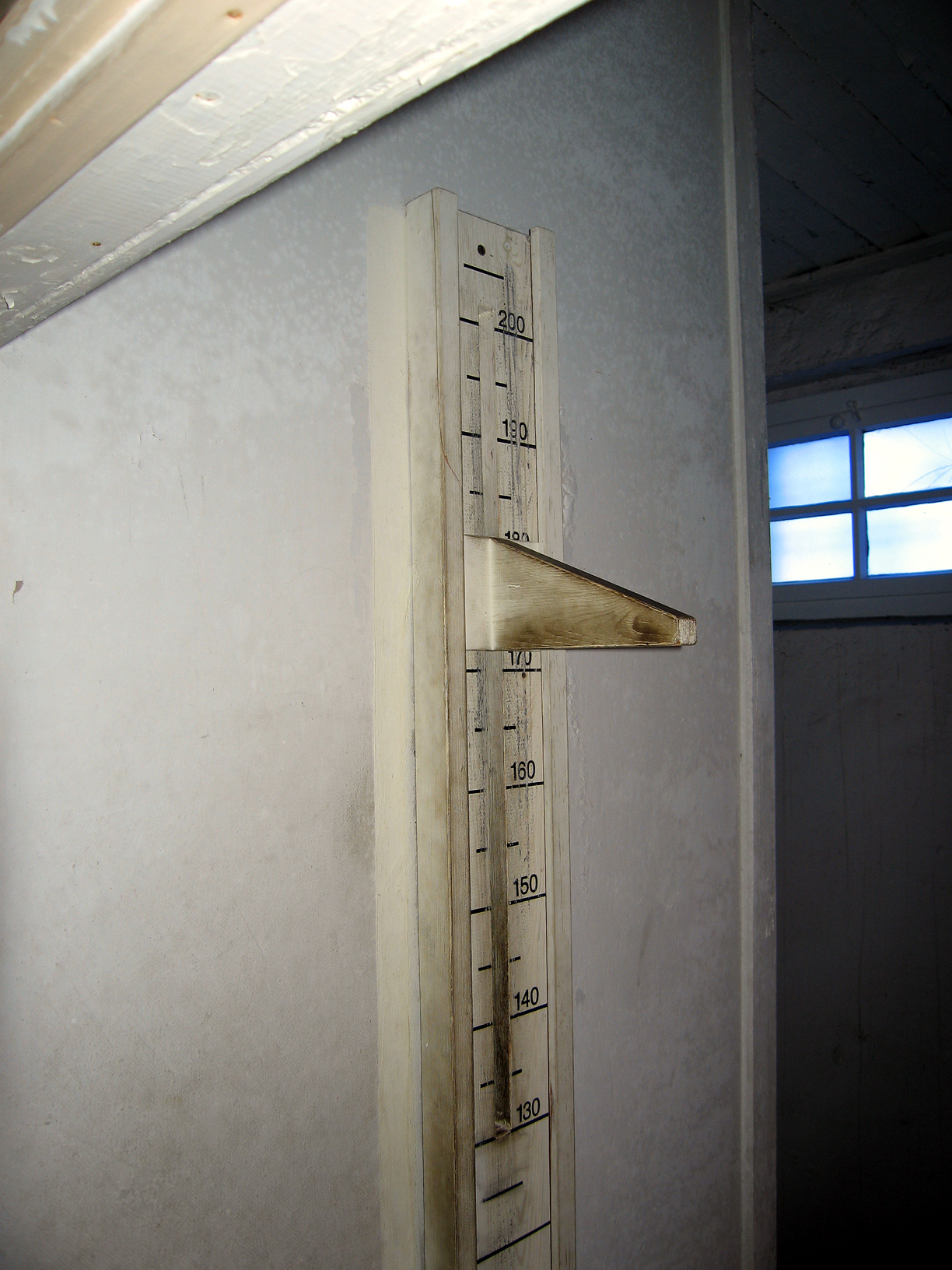
Vorderer Teil der getarnten Genickschussanlage (Nachbau)

Kommando 99 war die interne Bezeichnung eines Exekutionskommandos im KZ Buchenwald, das aus Mitgliedern der Stabskompanie zusammengestellt wurde. „99“ war die Rufnummer der Nebenstelle des ehemaligen Pferdestalls des Konzentrationslagers, in welchem das Kommando 99 unter Verwendung einer dort installierten Genickschussanlage hauptsächlich sowjetische Kriegsgefangene systematisch tötete.
Das Kommando 99 vollzog Hinrichtungen an Soldaten der Roten Armee, die zuvor gezielt in den Kriegsgefangenenlagern ausgesondert worden waren. Dies waren Politische Kommissare, Juden, Angehörige der Intelligenzija und ehemalige Staats-, Partei- und Wirtschaftsfunktionäre der Sowjetunion. Grundlage dieses Vorgehens waren die völkerrechtswidrigen Einsatzbefehle Nr. 8 und Nr. 9 des Sicherheitsdienstes des Reichssicherheitshauptamtes, die so genannten Kommissarbefehle.
Angehörige des Kommandos 99 benutzten für die Exekutionen eine Genickschussanlage und gaben dabei vor, medizinische Untersuchungen durchzuführen und zunächst die Körpergröße ermitteln zu wollen. Dazu führten sie die Gefangenen an die Attrappe einer Messlatte, wo sie daraufhin von einem weiteren Täter, der sich in einem Gelass hinter der Messlatte verbarg, von hinten erschossen wurden.
Von 1941 bis 1945 kamen ungefähr 8000 sowjetische Kriegsgefangene und viele weitere Häftlinge auf diese Weise um. Ab 1943 führte das Kommando 99 an speziellen Wandhaken im Keller des Krematoriums, dem Leichenkeller, auch Erdrosselungen aus.
Nach Aussage des ehemaligen Buchenwald-Häftlings Heinz Mißlitz war der später wegen Beteiligung am Mord an Ernst Thälmann angeklagte Wolfgang Otto Leiter des Kommandos. Zumindest gegen Otto, Max Schobert und Werner Berger wurde im Buchenwald-Hauptprozess ihrer begangenen Verbrechen als Mitglieder des Kommandos 99 wegen verhandelt.

## Siehe auch

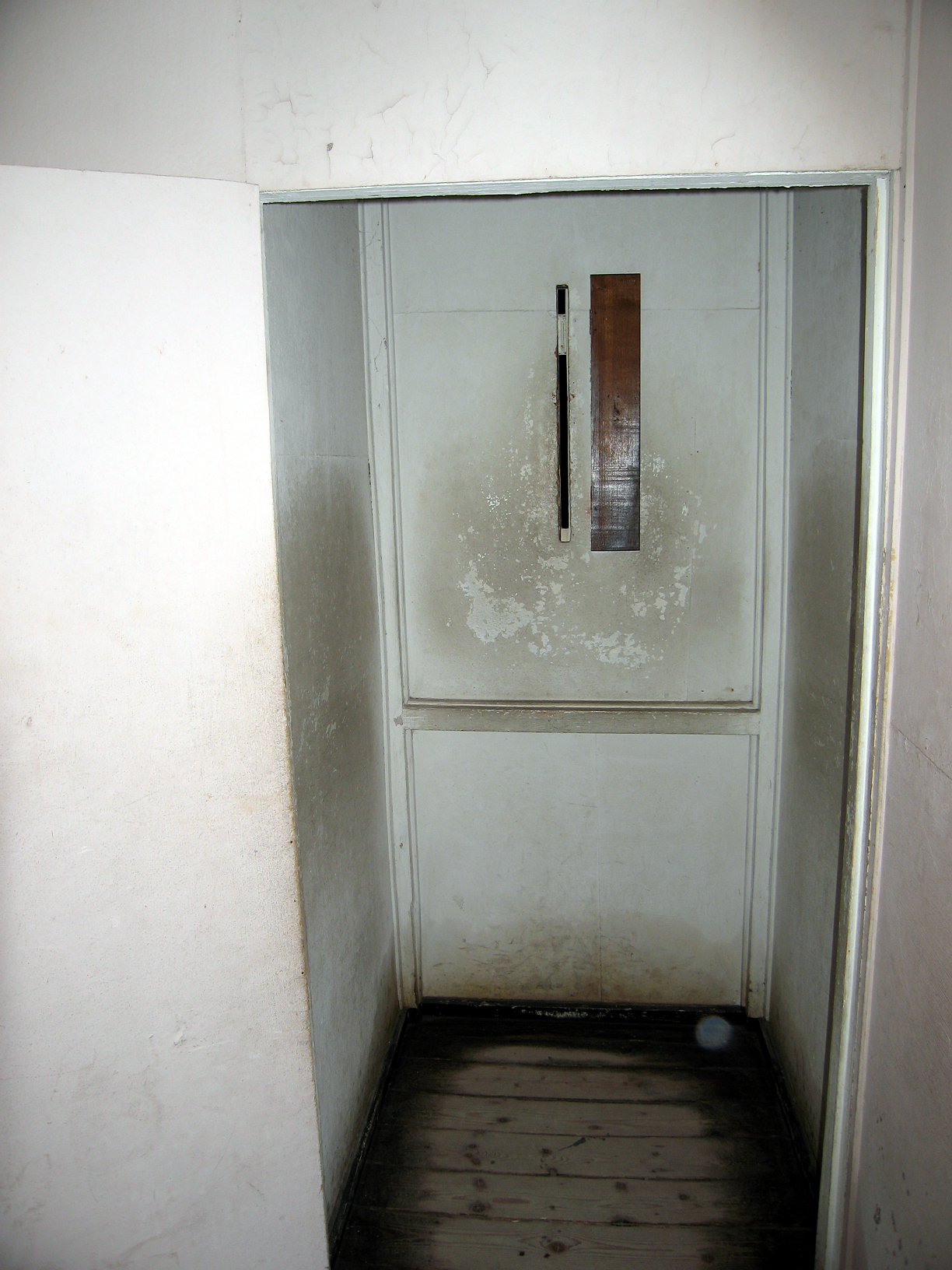
Hinterer Teil der getarnten Genickschussanlage (Nachbau)

## Angehörige des „Kommandos 99“ im Konzentrationslager Buchenwald
| Name                                       | Geburtsdatum          | Rang                | Stellung im Konzentrationslager                                               |
| ------------------------------------------ | --------------------- | ------------------- | ----------------------------------------------------------------------------- |
| Barnewald, Otto Heinrich                   | 10. Januar 1896       | SS-Sturmbannführer  | Verwaltungsführer                                                             |
| Bayer, Paul Karl                           | 7. April 1909         | SS-Hauptscharführer | Verwalter Gerätekammer, Hundezwinger, Blockführer Block 34                    |
| Bender, August Heinrich                    | 2. März 1909          | SS-Sturmbannführer  | 2. Lagerarzt                                                                  |
| Berger, Werner Alfred                      | 22. Januar 1901       | SS-Oberscharführer  | N/A                                                                           |
| Bergmeier, Anton                           | 9. Dezember 1919      | SS-Oberscharführer  | Arrestaufseher im Bunker                                                      |
| Bergt, Arno Friedrich Hellmut              | 6. Oktober 1911       | SS-Hauptscharführer | 2. Arbeitsdienstführer                                                        |
| Bernhardt, Joachim Hans                    | 27. Juli 1921         | SS-Unterscharführer | Abteilung 3, Blockführer vom Hilfsdienst                                      |
| Blank, Johann                              | 7. Mai 1906           | SS-Hauptscharführer | Kommandoführer Außenkommando Berlstedt, Steinbruch, Arrestaufseher            |
| Brauny, Erhard Richard                     | 17. Oktober 1913      | SS-Hauptscharführer | N/A                                                                           |
| Bresser, Balthasar Josef                   | 3. Dezember 1901      | SS-Oberscharführer  | Leiter Fahrbereitschaft, Leiter Geräteverwaltung                              |
| Brettschneider, Emil                       | 13. Juni 1905         | SS-Oberscharführer  | Postzensurstelle, Leiter Weimarer Zollamt                                     |
| Dietrich, Horst Ernst                      | 6. August 1911        | SS-Hauptscharführer | Waffenmeister                                                                 |
| Eichler, Otto                              | 11. Januar 1914       | SS-Hauptscharführer | Politische Abteilung, Effektenkammer, Häftlingsgeldverwaltung, Kommandoführer |
| Emde, Heinrich                             | 27. März 1913         | SS-Oberscharführer  | Kommandoführer, Blockführer                                                   |
| Fischer, Paul Hermann Wilhelm              | 21. Mai 1914          | SS-Hauptscharführer | Postzensurstelle, Fotoabteilung, Kommando Schneiderwerkstatt                  |
| Florstedt, Arthur Hermann                  | 18. Februar 1895      | SS-Hauptsturmführer | 1. Schutzhaftlagerführer                                                      |
| Fricke, Werner Herbert                     | 30. Juni 1908         | SS-Hauptscharführer | Leiter des Standesamtes II                                                    |
| Greunuss, Werner Ludwig Ferdinand          | 20. Februar 1908      | SS-Untersturmführer | Lagerarzt                                                                     |
| Großmann, Hermann                          | 21. Juli 1901         | SS-Obersturmführer  | N/A                                                                           |
| Gust, Erich                                | 31. August 1909       | SS-Obersturmführer  | 2. Schutzhaftlagerführer, Rapportführer                                       |
| Heigel, Gustav                             | 15. März 1893         | SS-Hauptscharführer | Blockführer Block 30, Leiter des Arrestzellenbaus                             |
| Heinrich, Richard Kurt                     | 23. Mai 1911          | SS-Obersturmführer  | Kommandanturstab, Kommandoführer, Blockführer                                 |
| Helbig, Hermann                            | 7. Juni 1902          | SS-Hauptscharführer | Waffenkammer und Kommandoführer Krematorium                                   |
| Henschel, Richard                          | 26. August 1910       | SS-Oberscharführer  | Kommandoführer Häftlingsschneiderei, Abteilung IV                             |
| Hilberger, Wiegand                         | 8. September 1908     | SS-Hauptscharführer | Politische Abteilung, Postzensurstelle                                        |
| Hofschulte, Hermann                        | 7. April 1908         | SS-Oberscharführer  | Rapportführer, Arbeitsdienstführer                                            |
| Hoppe, Otto Emil                           | 15. Januar 1914       | SS-Oberscharführer  | Häftlingswäscherei, Kommandanturstab, Blockführer                             |
| Hoven, Waldemar                            | 10. Februar 1903      | SS-Hauptsturmführer | Standort- und Lagerarzt                                                       |
| Hübscher, August                           | 5. März 1909          | SS-Oberscharführer  | Kommando Elektrowerkstatt, Kommando Häftlingsküche                            |
| Jaenisch, Johannes                         | 5. Dezember 1904      | SS-Oberscharführer  | Blockführer, Arbeitskommandoführer, Aufseher Arrestzellenbau                  |
| Janssen, Jans Andreas                      | 18. März 1913         | SS-Hauptscharführer |                                                                               |
| Jung, Hans                                 | 23. April 1913        | SS-Hauptscharführer | Poststelle                                                                    |
| Kelz, Ferdinand Heinrich Woldemar          | 23. Juni 1900         | SS-Unterscharführer | Unterkunftsverwaltung, Blockführer                                            |
| Kestel, Josef                              | 29. Oktober 1904      | SS-Hauptscharführer | Kommandoführer, Blockführer                                                   |
| Kindervater, Waldemar Alfons               | 23. Oktober 1908      | SS-Scharführer      | Kommandoführer Häftlingswäscherei                                             |
| Köhler, Richard                            | 12. Januar 1916       | SS-Unterscharführer |                                                                               |
| König, Georg Wilhelm                       | 27. April 1911        | SS-Hauptscharführer | Waffenkammer, Blockführer                                                     |
| Krautwurst, Hubert                         | 21. Februar 1914      | SS-Hauptscharführer | Kommandoführer Gärtnerei und Kläranlage                                       |
| Lehnert, Paul                              | 13. März 1904         | SS-Oberscharführer  | Kommandanturstab, Waffenkammer, Waffenwart                                    |
| Merbach, Hans Erich                        | 10. Mai 1910          | SS-Obersturmführer  | N/A                                                                           |
| Michael, (Bruno) Gotthold Johannes Michael | geb. 4. November 1910 | SS-Hauptscharführer | Leiter der Effektenkammer                                                     |
| Michael, Manfred Harald                    | 16. Juni 1913         | SS-Oberscharführer  | Effektenkammer                                                                |
| Möckel, Herbert Günther                    | 4. Dezember 1914      | SS-Hauptscharführer | Rapportführer, Hundeführer, Blockführer                                       |
| Neumann, Robert Karl                       | 21. August 1902       | SS-Obersturmführer  | Leiter der Pathologie                                                         |
| Otto, Wolfgang Günther Klaus               | 23. August 1911       | SS-Hauptscharführer | Kommandanturstab, Chef der Kommandantur-Schreibstube                          |
| Pleissner, Emil Paul                       | 23. Mai 1913          | SS-Hauptscharführer | Kommandoführer Krematorium, Abteilung III, Abteilung I                        |
| Rabe, Hermann                              | 5. Dezember 1889      | SS-Scharführer      | Kommandanturstab, Postzensurstelle                                            |
| Reissig, Arno                              | 13. August 1914       | SS-Oberscharführer  | Postzensurstelle, Abteilung III, Blockführer                                  |
| Roscher, Helmut                            | 24. November 1917     | SS-Oberscharführer  | Kommandoführer im Steinbruch, Blockführer, 2. Rapportführer                   |
| Rösler, Franz                              | 9. Februar 1913       | SS-Oberscharführer  | Kommandanturstab, Abteilung I und Ia als Schreiber                            |
| Schäfer, Wilhelm                           | 20. Oktober 1911      | SS-Sturmscharführer | Kommandoführer, Blockführer, Abteilung IV                                     |
| Schichtholz, Fritz Max                     | 7. Oktober 1914       | SS-Oberscharführer  | Postzensurstelle                                                              |
| Schmidt, Hans Hermann Theodor              | 25. Dezember 1899     | SS-Hauptsturmführer | Adjutant des Lagerkommandanten, Gerichtsoffizier                              |
| Seffner, Erich Kurt                        | 31. Dezember 1914     | SS-Scharführer      | Blockführer                                                                   |
| Taufratshofer, Josef                       | 8. September 1908     | SS-Oberscharführer  | Kommandoführer der Häftlingsbekleidungskammer, Abteilung IV                   |
| Thalmann, Helmut Wilhelm Emil              | 16. September 1914    | SS-Untersturmführer | Kommandanturstab, Abteilung III, Abteilung Ia                                 |
| Ullmann, Rudolf Hermann                    | 13. November 1912     | SS-Oberscharführer  | N/A                                                                           |
| Volkmar, Horst                             | 28. Januar 1912       | SS-Obersturmführer  | Kommandanturstab, Personalabteilung                                           |
| Warnstädt, Walter                          | 12. Januar 1914       | SS-Oberscharführer  | Abteilung IV, Blockführer, Leiter des Magazins, Leiter des Krematoriums       |
| Weber, Arno                                | 19. Januar 1897       | SS-Hauptscharführer | Kommandoführer Deutsche Ausrüstungswerke und Tischlerei, Abteilung IV         |
| Werle, Otto Christian                      | 11. März 1907         | SS-Unterscharführer | Abteilung III, Rapport- und Arbeitsdienstführer                               |
| Wilhelm, Friedrich Karl                    | 6. März 1890          | SS-Untersturmführer | leitender Sanitätsdienstgrad                                                  |
| Winkler, Rudolf                            | 17. September 1895    | SS-Oberscharführer  | Kommandanturstab, Effektenkammer                                              |
| Zierler, Rudolf                            | 17. Mai 1922          | SS-Hauptscharführer | N/A                                                                           |
| Zinecker, Franz                            | 25. Juni 1900         | SS-Obersturmführer  | Arbeitsdienstführer                                                           |